# Bronswespen (familie)
Bronswespen (Chalcididae) vormen een familie van insecten die behoren tot de orde van de vliesvleugeligen (Hymenoptera).

## Kenmerken
Bronswespen hebben een robuust lichaam, 3-10 mm lang, meestal zwart of bruin van kleur, vaak met witte, gele of roodachtige vlekken. Hoofd en borst zijn diep geaccentueerd. In tegenstelling tot de Leucospidae hebben ze nooit metaalachtige kleuren en vertonen ze geen mimicry-verschijnselen. De buik bevat een korte en horizontaal gedragen legboor.

## Leefwijze
Volwassen bronswespen voeden zich voornamelijk met nectar en honingdauw (suikers en koolhydraten). Ze bezoeken verscheidene soorten bloemen. Voor de ontwikkeling van de eitjes hebben ze eiwitten nodig. Deze halen ze meestal uit een gastheer die ze parasiteren. Ze verwonden de gastheer met hun legboor en likken vervolgens aan de ontstane wonde.

## Voortplanting
De eieren worden meestal op keverlarven of rupsen afgezet. In enkele gevallen gedragen ze zich als 'hyperparasieten', hetgeen wil zeggen dat ze parasiteren op eieren en larven van andere parasitaire insecten. De larven vertonen veel overeenkomsten met die van andere wespen.

## Verspreiding en leefgebied
Deze familie komt wereldwijd voor als parasiet op insecten. Ze komen vooral voor in de tropische gebieden van het zuidelijk halfrond. Op het noordelijk halfrond zijn ongeveer 200 soorten vertegenwoordigd.

## Nut
Sommige soorten worden gekweekt en ingezet voor biologische bestrijding van schadelijke organismen.

## In Nederland waargenomen soorten
- Genus: Brachymeria
  - Brachymeria minuta
  - Brachymeria parvula
  - Brachymeria podagrica
  - Brachymeria tibialis
  - Brachymeria walkeri
- Genus: Chalcis
  - Chalcis biguttata
  - Chalcis sispes - (Dikpootwesp)
- Genus: Conura
  - Conura xanthostigma
- Genus: Haltichella
  - Haltichella rufipes
- Genus: Hockeria
  - Hockeria unicolor